# ロバート・モリソン (植物学者)
ロバート・モリソン（Robert Morison、1620年 – 1683年11月10日）は、スコットランドの植物学者、分類学者である。イギリスにおける植物分類学のパイオニアである。

## 略歴
アバディーンに生まれた。早くから才能を示し、18歳でアバディーン大学で学位を得た。清教徒革命におけるイングランド内戦で、王党派の騎士団に参加し、1639年のディー橋の戦いで負傷し、王党派の敗北が明らかになるとフランスに亡命した。
1648年にフランスのアンジェ大学で医学の博士号を得ると、その後は植物学に専念した。パリで、王室庭園の園芸家、ヴェスパシアン・ロバン（Vespasien Robin）の指導を受け、オルレアン公ガストンに紹介され、ロバンの推薦で、ブロワの王立庭園の園長になり、その職を10年間続けた.。イギリスの王政復古により1660年にイギリスに帰国し、国王チャールズ2世の侍医となり、すべての王立庭園を監督する職に任じられた.。1669年に初代ダンビー伯の基金で設けられた、オックスフォード大学の最初の植物学の教授職に就き1683年までその職にあった。
オックスフォード大学の教授時代に植物の果実の構造で分類した、著書"Praeludia Botanica"は、これまで、生息地や植物の薬効による分類をしてきたギャスパール・ボアンらを批判し、同時期の植物学者の怒りを買った。1672年の著書、"Plantarum Umbelliferarum Distributio Nova" の序文で自らの分類方法を明示し、単一のグループとしてのセリ科に関する総括的な論文を執筆した。イギリスにおける植物分類学は、この後、ジョン・レイらによって発展していくことになる。
1683年に道路で荷馬車との事故で負傷して没した。執筆中のモリソンの主著、"Historia Plantarum Universalis Oxoniensis"（「オクスフォード大学の植物史」）は未完に終わったが、第2巻以降は、ジェーコブ・ボバート（Jacob Bobart）が出版した。

## 著作
- Praeludia Botanica(1669)
- Plantarum Umbelliferarum Distributio Nova, per Tabulas Cognationis et Affinitatis, ex Libra Naturae observata et detecta (1672).
- Historia Plantarum Universalis Oxoniensis (Vol. 1, 1680)